# 北海道道1172号占冠インター線
北海道道1172号占冠インター線（ほっかいどうどう1172ごう しむかっぷインターせん）は、北海道占冠村内を結ぶ一般道道（北海道道）である。

## 概要

### 路線データ
- 起点 : 北海道勇払郡占冠村字中央（国道237号交点）
- 終点 : 北海道勇払郡占冠村字中央（道東自動車道 占冠IC）
- 延長 : 0.4km

## 歴史
- 2005年（平成17年）11月30日 - 路線認定[1]。
- 2009年（平成21年）10月24日 - 開通。

## 地理

### 通過する自治体
- 上川総合振興局
  - 占冠村

### 交差する道路
占冠村
- 国道237号 - 字中央（起点）
- 道東自動車道 占冠IC - 字中央（終点）